# St Andrew Square
St Andrew Square is een plein met park in het midden in de New Town van Edinburgh, Schotland. Het plein ligt aan het oostelijke uiteinde van George Street.
De aanleg van het plein begon in 1772, als eerste deel van New Town, ontworpen door James Craig. Al na zes jaar na voltooiing werd het plein een van de meest gewilde woonlocaties van de stad. Aan het eind van de negentiende eeuw werd St Andrew Square het commerciële centrum van de stad. Het grootste deel van het plein werd vroeger ingenomen door kantoren van grote banken en verzekeringsmaatschappijen, wat het tot een van de belangrijkste financiële centra in Schotland maakte. Eens was St Andrew Square het rijkste gebied van deze grootte in heel Schotland.
De tuinen zijn eigendom van een aantal private partijen en behoren tot de collectie van New Town Gardens. In 2008 werden ze opengesteld voor publiek en ze worden beheerd door Essential Edinburgh.
Aan het plein zijn diverse winkels, waaronder het luxe warenhuis Harvey Nichols en het winkelgebied Multrees Walk. Daarnaast bevinden zich aan het plein The Edinburgh Grand Hotel, appartementen, en een reeks restaurants en bars van Londense ketens, zoals Hawksmoor, Drake & Morgan, Dishoom en  The Ivy.

## Bezienswaardigheden
- Midden op het plein staat het Melville Monument, ter ere van Henry Dundas, de eerste burggraaf van Melville.
- Aan de oostkant staat Dundas House, gebouwd door Sir William Chambers voor Sir Lawrence Dundas van 1772 tot 1774. Dit werd het hoofdkantoor van de Bank of Scotland in 1825.
- In 1806 kwam het hoofdkantoor van de British Linen Bank ook naar St Andrew Square, tot 2016 als zijgebouw van de Bank of Scotland.
- St Andrew Square was ook de plaats van het hoofdkantoor van de National Bank of Scotland, op nummer 42, tot deze in 1969 fuseerde met de Royal Bank of Scotland.
- Onder het plein loopt de ongebruikte Scotland Street Tunnel, die in 1847 was gebouwd als onderdeel van de Edinburgh, Leith and Newhaven Railway. Een deel van de tunnel werd in de jaren 80 gesloopt tijdens de bouw van het Waverley Market Shopping Centre.

## Openbaar vervoer
St Andrew Square is jarenlang een transportknooppunt. Het oorspronkelijke busstation werd in 2000 afgebroken en in 2003 werd een modern vervangend busstation geopend. Dit ligt ten oosten van het plein en het wordt bediend door verschillende langeafstandsbusbedrijven, zoals Scottish Citylink en Stagecoach East Scotland. Lokale busdiensten stoppen aan de westkant van het plein, aan de North St David Street en de South St David Street.
Aan de oostkant van het plein ligt het eilandplatform van de tramhalte St Andrew Square. Het is de dichtstbijzijnde halte voor het treinstation Edinburgh Waverley, dat ongeveer 250 meter naar het zuiden ligt, en voor het busstation van Edinburgh, dat 50 meter naar het noorden ligt. De Edinburgh Trams rijden vanaf hier westwaarts via Princes Street naar Edinburgh Airport of noordwaarts naar Leith en Newhaven. 

## Galerij
- St Andrew Square vanuit de lucht

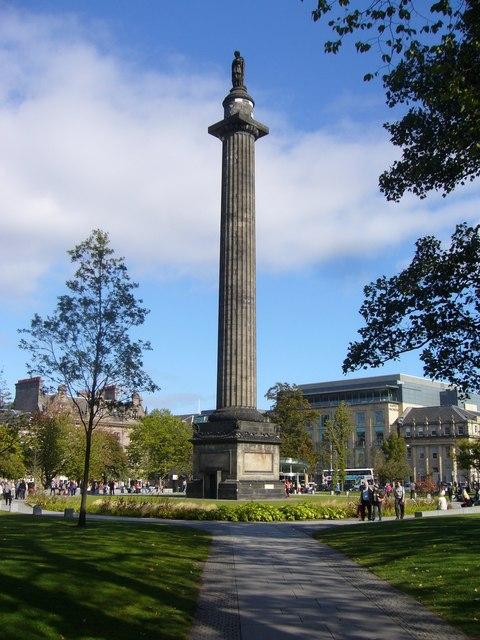
Het Melville Monument
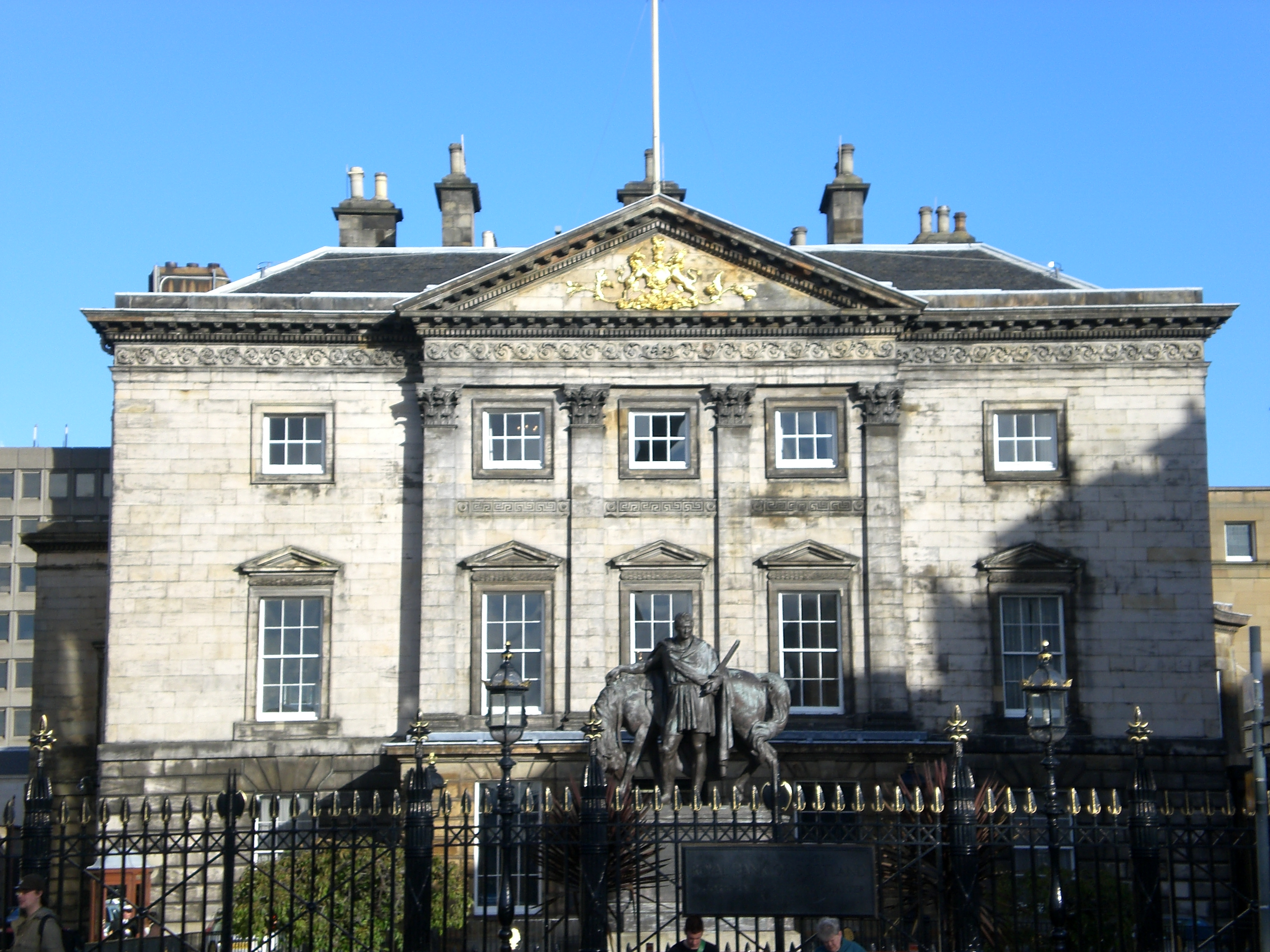
Het hoofdkantoor van de Royal Bank of Scotland
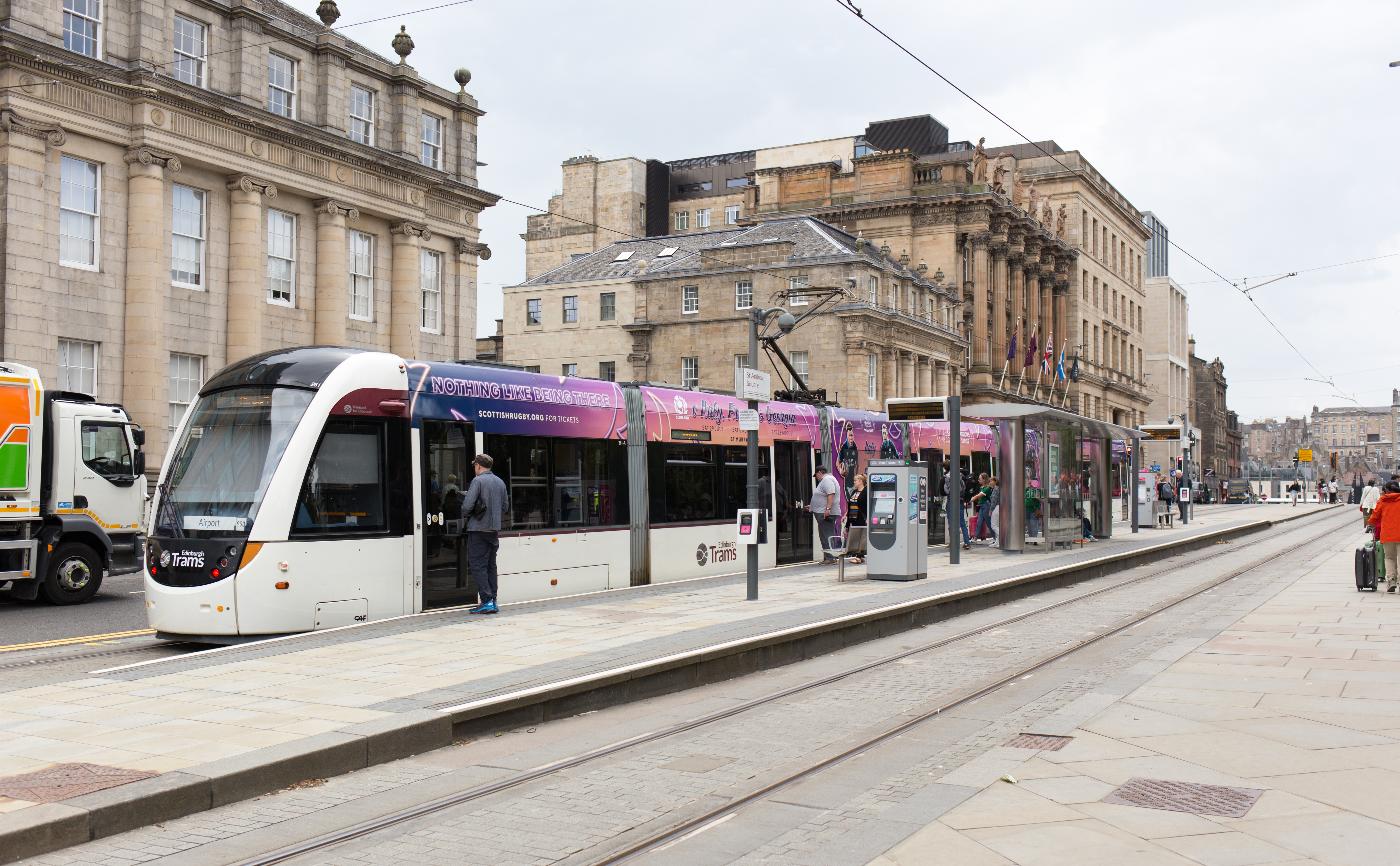
De tramhalte van de Edinburgh Trams